# 大塚達宣
大塚 達宣（おおつか たつのり、2000年11月5日 - ）は、日本の男子バレーボール選手。

## 来歴
大阪府枚方市出身。小学3年生の頃、何かスポーツをしたいと思った時に、地元のVリーグチームのパナソニックパンサーズ（現・大阪ブルテオン）の下部組織「パンサーズジュニア」の存在を知り、入会してバレーボールを始める。中学までパンサーズジュニアで活動した。
2016年、洛南高等学校に進学。全日本高等学校選手権大会では2学年時の準優勝、3学年時の優勝に貢献した。
2019年、早稲田大学スポーツ科学部に進学。早稲田大学でも全日本インカレの優勝に貢献。
2020年、大学2年の年に日本代表に選出された。しかし、この年度は、新型コロナウイルス感染症の流行の影響でオリンピックをはじめとする国際大会が中止・延期となった。
2021年、大学3年の年にも日本代表に選出され、ネーションズリーグに出場した。ネーションズリーグでは本来のポジションではないオポジットもこなし、プレーの幅を広げる手応えもつかんだ。
そして、2020年東京オリンピックの最終メンバーに選出された。選出されたことについて、「選ばれなかった選手たちの分まで戦わないといけないと思いました」と責任を感じたコメントをした。オリンピックでは出番がイタリア戦の途中出場1試合のみだったが、「ここで終わりじゃない。パリ五輪に向けてもう一度頑張ろう」と思えたという。その後のアジア選手権にも出場した。
2022年1月6日、パナソニックパンサーズへの入団が発表された。パナソニックを選んだ理由は、地元のチームでパンサーズジュニア出身であることよりも、監督のロラン・ティリや、ミハウ・クビアク、清水邦広、永野健など秀逸な人材が揃っていて学べることが多そうだと思ったのが大きいという。入団当初、パナソニックは8勝6敗であり、ファイナルステージ進出は厳しい状況であったが、入団して間もない頃から試合に出場するようになり、6度もVOM（Vリーグ試合のMVP）に選出される活躍で、チームのファイナルステージ進出に貢献した。特に、追い込まれたところでの前シーズン覇者・サントリーサンバーズとの2連戦での連勝に貢献したとき、2試合目の後、サントリー監督の山村宏太は大塚について「本当に彼にやられた。ディフェンス、ブロック、アタックなど、すべての面でこれからが楽しみ。若くしてチームの中心になれる選手」と評した。ファイナル進出はかなわなかったが、最優秀新人賞を受賞した。
2022年4月、V1終了をもって一度パナソニックを退団し早稲田大学に戻った。日本代表でも活躍し、ネーションズリーグと世界選手権に出場した。2022-23シーズン、パナソニックに内定。全日本インカレが終わるまで早稲田大学でプレーし、2023年1月からV1男子にパナソニックの選手として出場。V1男子でベスト6を受賞した。
2024年5月、8月末にパナソニックを退団し、イタリア・セリエAのパワーバレー・ミラノへ入団することが発表された。
2025年5月、AVC MEN'S CHAMPIONS LEAGUE JAPAN 2025に大阪ブルテオンの選手として参加。パナソニック時代の背番号15は甲斐優斗が着用しているため、背番号51を着用した。

## 人物
- 山村宏太から自身らの世代の人材が高く評価されていることをとても嬉しく思っていて、パナソニックに入団して山村が監督を務めるサントリーと戦った後、目を潤ませながら山村に「ありがとうございました。楽しかったです」と挨拶したという[9]。

## 球歴
- ユース日本代表（U-19）
  - アジアユース選手権 - 2017年
  - 世界ユース選手権 - 2017年
- 日本代表 （2020年-）
  - オリンピック - 2021年、2024年
  - 世界選手権 - 2022年
  - ネーションズリーグ - 2021年、2022年、2023年、2024年、2025年
  - アジア選手権 - 2021年

## 所属チーム
- 洛南高等学校 （2016-2019年）
- 早稲田大学 （2019-2023年）
  - パナソニックパンサーズ （2022年1月-2022年4月）
- パナソニックパンサーズ （2023-2024年）
- パワーバレー・ミラノ（2024年-）
  - 大阪ブルテオン（2025年5月）

## 受賞歴
- 2022年 - 2021-22 V.LEAGUE DIVISION1 MEN 最優秀新人賞
- 2023年 - 2022-23 V.LEAGUE DIVISION1 MEN ベスト6